# Michelbach-le-Haut
Michelbach-le-Haut är en kommun i departementet Haut-Rhin i regionen Grand Est (tidigare regionen Alsace) i nordöstra Frankrike. Kommunen ligger i kantonen Huningue som tillhör arrondissementet Mulhouse. År 2022 hade Michelbach-le-Haut 621 invånare.

## Befolkningsutveckling
Antalet invånare i kommunen Michelbach-le-Haut
| Referens: INSEE |